# Davidius nanus
Davidius nanus är en trollsländeart som först beskrevs av Selys 1869.  Davidius nanus ingår i släktet Davidius och familjen flodtrollsländor. IUCN kategoriserar arten globalt som livskraftig. Inga underarter finns listade i Catalogue of Life.

## Bildgalleri

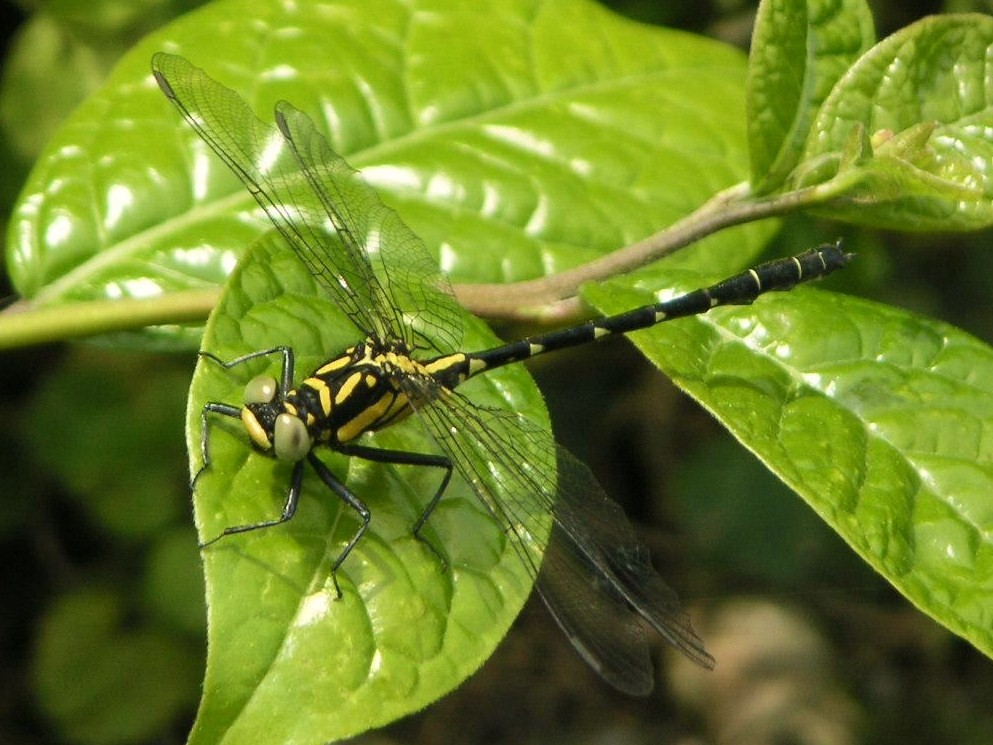
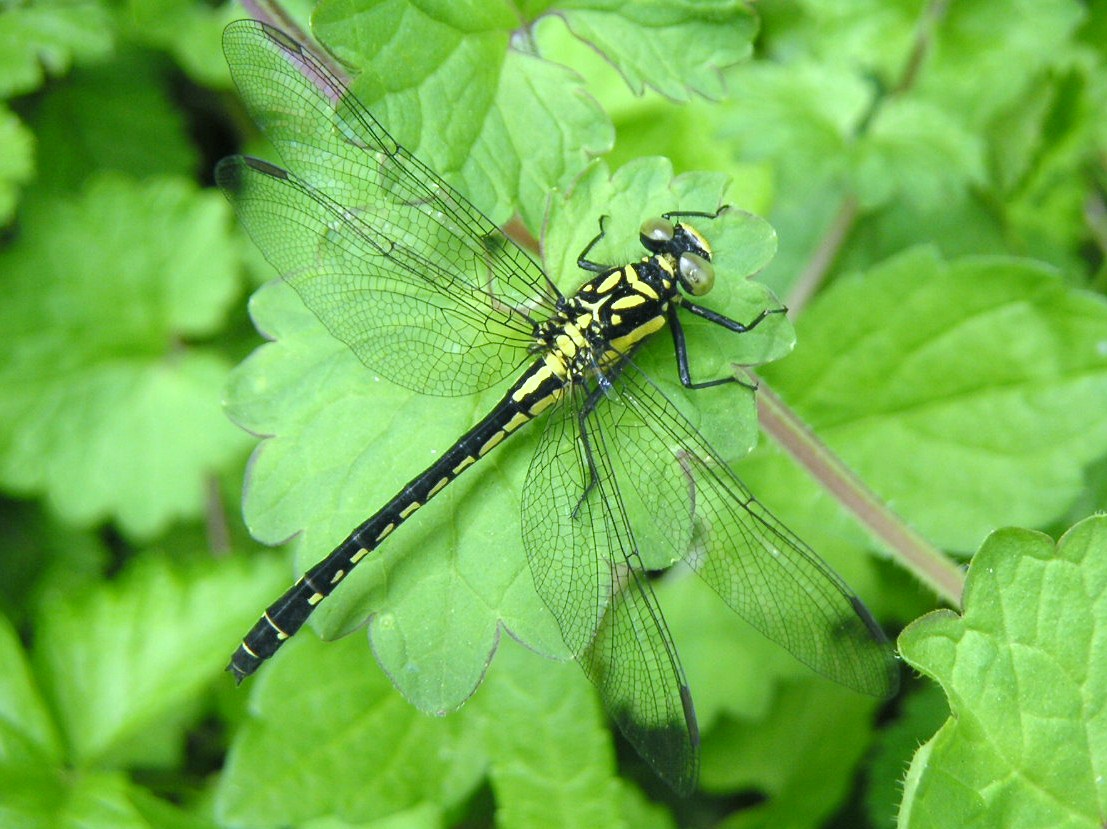